# فاما بوزفالوي
فاما بوزفالوي (بالإنجليزية: Vama Buzăului)‏ هي commune of Romania تقع في رومانيا في مقاطعة براشوف.[بحاجة لمصدر] يقدر عدد سكانها بـ 3,163 نسمة ومساحتها 156.63 كم2 .